# بخش پورانترویی
بخش پورانترویی یکی از بخشهای کانتون ژورا  در کشور سوئیس است.